# De Allerslimste Mens ter Wereld 2010-2011
De Allerslimste Mens ter Wereld 2010-2011 was het negende seizoen van de Belgische televisiequiz De Slimste Mens ter Wereld. De beste spelers van de acht voorgaande seizoenen namen het tegen elkaar op. Dit is het laatste seizoen dat op de Vlaamse openbare televisieomroep Eén werd uitgezonden. Het seizoen werd gewonnen door Bert Kruismans.

## Kandidaten

### Alle deelnemers
| Naam                  | Vorige deelname | Deelnames | Gewonnen |
| --------------------- | --------------- | --------- | -------- |
| Hans Bourlon          | 2e (seizoen 6)  | 3         | 1        |
| Freek Braeckman       | 1e (seizoen 7)  | 1         | 0        |
| Eva Brems             | 3e (seizoen 6)  | 11        | 3        |
| Ben Crabbé            | 2e (seizoen 1)  | 7         | 5        |
| Stany Crets           | 1e (seizoen 2)  | 2         | 0        |
| David Davidse         | 3e (seizoen 4)  | 2         | 0        |
| Ann De Bie            | 4e (seizoen 8)  | 2         | 0        |
| Wouter Deprez         | 1e (seizoen 4)  | 2         | 1        |
| Yves Desmet           | 2e (seizoen 2)  | 4         | 1        |
| Ivan De Vadder        | 3e (seizoen 2)  | 3         | 0        |
| Bart De Wever         | 2e (seizoen 7)  | 4         | 3        |
| Linda De Win          | 1e (seizoen 8)  | 3         | 1        |
| Paul D'Hoore          | 3e (seizoen 1)  | 2         | 0        |
| Koen Fillet           | 2e (seizoen 3)  | 2         | 0        |
| Alain Grootaers       | 1e (seizoen 1)  | 1         | 0        |
| Martin Heylen         | 4e (seizoen 3)  | 3         | 1        |
| Bert Kruismans (O)    | 1e (seizoen 3)  | 4         | 4        |
| Goedele Liekens       | 5e (seizoen 7)  | 2         | 0        |
| Helmut Lotti          | 4e (seizoen 6)  | 1         | 0        |
| Bart Peeters          | 2e (seizoen 4)  | 4         | 2        |
| Marc Reynebeau        | 2e (seizoen 5)  | 1         | 0        |
| Annelies Rutten       | 1e (seizoen 6)  | 3         | 1        |
| Rik Torfs             | 5e (seizoen 3)  | 1         | 0        |
| Frank Vander linden   | 5e (seizoen 1)  | 3         | 1        |
| Steven Van Herreweghe | 1e (seizoen 5)  | 4         | 2        |
| Bent Van Looy         | 3e (seizoen 8)  | 3         | 1        |
| Rob Vanoudenhoven     | 4e (seizoen 2)  | 1         | 0        |
| Jan Verheyen          | 4e (seizoen 4)  | 3         | 1        |
| Lieven Verstraete     | 3e (seizoen 7)  | 1         | 0        |
| Dany Verstraeten      | 5e (seizoen 6)  | 1         | 0        |

(O) = de kandidaat is ongeslagen in de voorrondes.
| Kleurlegenda                    |
| ------------------------------- |
| Geplaatst voor de finaleweek.   |
| Afgezegd voor de finaleweek.    |
| Opgevist voor de finaleweek.    |
| Speelt verder in de finaleweek. |

### Finaleweek
| Terugkeer   | Naam                  | Deelnames | Gewonnen | Eindrank |
| ----------- | --------------------- | --------- | -------- | -------- |
| 4           | Eva Brems             | 1         | 0        | Brons    |
| 3           | Ben Crabbé            | 1         | 0        | 4e       |
| 2           | Bert Kruismans        | 3         | 3        | Goud     |
| 1           | Steven Van Herreweghe | 2         | 1        | 5e       |
| 1           | Bart Peeters          | 1         | 0        | 6e       |
| Speelt door | Stany Crets           | 4         | 0        | Zilver   |

## Afleveringen
| Afl        | Datum            | Winnaar aflevering    | Winnaar eindspel      | Verliezer eindspel    |
| ---------- | ---------------- | --------------------- | --------------------- | --------------------- |
| 1          | 6 december 2010  | Martin Heylen         | David Davidse         | Rik Torfs             |
| 2          | 7 december 2010  | Annelies Rutten       | Martin Heylen         | David Davidse         |
| 3          | 8 december 2010  | Frank Vander linden   | Annelies Rutten       | Martin Heylen         |
| 4          | 9 december 2010  | Yves Desmet           | Frank Vander linden   | Annelies Rutten       |
| 5          | 13 december 2010 | Ben Crabbé            | Yves Desmet           | Frank Vander linden   |
| 6          | 14 december 2010 | Ben Crabbé            | Yves Desmet           | Helmut Lotti          |
| 7          | 15 december 2010 | Bent Van Looy         | Ben Crabbé            | Yves Desmet           |
| 8          | 16 december 2010 | Ben Crabbé            | Bent Van Looy         | Rob Vanoudenhoven     |
| 9          | 20 december 2010 | Ben Crabbé            | Eva Brems             | Bent Van Looy         |
| 10         | 21 december 2010 | Ben Crabbé            | Eva Brems             | Freek Braeckman       |
| 11         | 22 december 2010 | Bart Peeters          | Eva Brems             | Ben Crabbé            |
| 12         | 23 december 2010 | Eva Brems             | Bart Peeters          | Dany Verstraeten      |
| 13         | 27 december 2010 | Bart Peeters          | Eva Brems             | Marc Reynebeau        |
| 14         | 28 december 2010 | Eva Brems             | Ann De Bie            | Bart Peeters          |
| 15         | 29 december 2010 | Wouter Deprez         | Eva Brems             | Ann De Bie            |
| 16         | 30 december 2010 | Eva Brems             | Jan Verheyen          | Wouter Deprez         |
| 17         | 3 januari 2011   | Jan Verheyen          | Eva Brems             | Lieven Verstraete     |
| 18         | 4 januari 2011   | Hans Bourlon          | Eva Brems             | Jan Verheyen          |
| 19         | 5 januari 2011   | Bart De Wever         | Hans Bourlon          | Eva Brems             |
| 20         | 6 januari 2011   | Bart De Wever         | Paul D'Hoore          | Hans Bourlon          |
| 21         | 10 januari 2011  | Bart De Wever         | Linda De Win          | Paul D'Hoore          |
| 22         | 11 januari 2011  | Linda De Win          | Steven Van Herreweghe | Bart De Wever         |
| 23         | 12 januari 2011  | Steven Van Herreweghe | Koen Fillet           | Linda De Win          |
| 24         | 13 januari 2011  | Steven Van Herreweghe | Ivan De Vadder        | Koen Fillet           |
| 25         | 17 januari 2011  | Bert Kruismans        | Ivan De Vadder        | Steven Van Herreweghe |
| 26         | 18 januari 2011  | Bert Kruismans        | Goedele Liekens       | Ivan De Vadder        |
| 27         | 19 januari 2011  | Bert Kruismans        | Stany Crets           | Goedele Liekens       |
| 28         | 20 januari 2011  | Bert Kruismans        | Stany Crets           | Alain Grootaers       |
| Finaleweek |                  |                       |                       |                       |
| 29         | 24 januari 2011  | Steven Van Herreweghe | Stany Crets           | Bart Peeters          |
| 30         | 25 januari 2011  | Bert Kruismans        | Stany Crets           | Steven Van Herreweghe |
| 31         | 26 januari 2011  | Bert Kruismans        | Stany Crets           | Ben Crabbé            |
| Finale     | Finale           | Allerslimste Mens     | Verliezer eindspel    | Verliezer aflevering  |
| 32         | 27 januari 2011  | Bert Kruismans        | Stany Crets           | Eva Brems             |

## Jury
| Vast jurylid                                 | Aanvullend jurylid |
| -------------------------------------------- | --- |
| Afwisselend Philippe Geubels en Guy Mortier. | Afwisselend Sien Eggers, Frank Focketyn, Walter Grootaers, Gunter Lamoot, Tom Lenaerts, Nathalie Meskens, Élodie Ouédraogo, Miet Smet, Annemie Struyf, Louis Tobback, Adriaan Van den Hoof, Rob Vanoudenhoven en Frieda Van Wijck. |

## Bijzonderheden
- Helmut Lotti en Bart De Wever waren de enige twee spelers die voor de derde keer meededen.
- Alle voormalige winnaars deden mee. Van elke andere eindpositie ontbrak er minstens één speler.
- In totaal ontbraken er vijf spelers aan deze editie: Erik Van Looy (vierde in seizoen 1) presenteerde de quiz intussen. Greet Op de Beeck (derde in seizoen 3), Karl Vannieuwkerke (derde in seizoen 5) en Peter Vandermeersch (tweede in seizoen 8) gaven verstek om verschillende redenen. Caroline Gennez (zesde in seizoen 5) ging oorspronkelijk deelnemen maar gaf verstek omwille van de moeizame onderhandelingen voor de regeringsvorming. Goedele Liekens (vijfde in seizoen 7) verving haar.[2]
- Omdat Bert Kruismans met een ongeslagen status (vier afleveringen overleefd met telkens een overwinning) een plek in de top vier had bemachtigd, werd Steven Van Herreweghe als vijfde in de rangschikking opgevist om op maandag als extra finalist terug te keren in het spel. Kruismans keerde terug op dinsdag.
- Bart De Wever had zich met vier afleveringen en drie overwinningen als vierde in de rangschikking geplaatst voor de finaleweek. Doordat hij zich terugtrok omwille van de onderhandelingen voor de regeringsvorming, werd Bart Peeters als zesde in de rangschikking opgevist om De Wever op maandag te vervangen in het spel.[3]
- Bert Kruismans won alle zeven afleveringen waaraan hij meedeed (vier afleveringen in de voorronde, drie in de finaleweek). Naast de eindoverwinning behaalde hij ook de hoogste score van dit seizoen. Op woensdag 19 januari behaalde hij 523 seconden. Alleen Steven Van Herreweghe kwam met 511 seconden in de buurt van die score.[4]